# Aeroportul Internațional Tribhuvan
Aeroportul Internațional Tribhuvan (în nepaleză त्रिभुवन अन्तर्राष्ट्रिय विमानस्थल) (IATA: KTM, ICAO: VNKT) este un aeroport din Kathmandu, Kathmandu District⁠(d), Bagmati Province⁠(d), Nepal ce deservește zona Kathmandu. Aeroportul a fost tranzitat în 2019 de 7.327.042 de pasageri. A fost deschis în 1955 și numit după Tribhuvan I of Nepal⁠(d).
Situat la o altitudine de 1.338 m, aeroportul dispune de 1 pistă. Este operat de Civil Aviation Authority of Nepal⁠(d).

## Infrastructură

### Piste
Aeroportul dispune de o singură pistă. Pista 02/20 are suprafața de beton și dimensiunile 3.050 m × 46 m. 